# 紅闘志也
紅 闘志也（くれない としや、1974年6月4日 - ）は、Ⅶ日本の元キックボクサー。東京都出身。身長177cm。維新会所属、PK.1世界ムエタイスーパーウェルター級王者、第26代WUW王者、初代TTBスーパーウェルター級王者。

## 人物
幼少時より中学生時にかけて本格的な運動活動は行なっていないが課外活動で野球やサッカー等、積極的に体を動かしており、1990年高校入学と同時に強くなりたくて格闘技に興味を持ち自宅から近かった極真カラテ城西支部入門、試合に出場するようになり練習にも集中するようになる。
1993年頃より空手を継続しながらキックの練習を始める。
1994年初の渡タイでムエタイのジムで練習をこなし試合を行い帰国後日本でキックボクシングプロデビュー、以後キックボクサーとして選手活動を継続していく中でトレーニング法、栄養、傷害のケア等の重要性を感じスポーツトレーナー学を学び続け現在に到る。
近年ではミャンマーの格闘技、ラウェイの国内第一人者としてマスコミに出る機会も多い。
実兄は空手家、プロレスラーの中川達彦。

### 資格
以下、数々の資格を所有。
- 空手初段
- キックボクシングS級ライセンス
- 日本成人病予防協会認定：健康管理士一般指導員
- 日本SAQ協会認定：SAQトレーニングインストラクターレベル1
- 国際救命救急協会認定：CPR（心配蘇生法)
- NSCA-CPT（NSCA認定パーソナルトレーナーCPT）
- 日本赤十字CPR心肺蘇生法（AED自動体外式除細動器）
- 日本SAQ協会インストラクターレベル１
- 健康管理士一般指導員

## 経歴
1994年9月23日、MA日本キックボクシング連盟にてプロデビュー。
2008年9月8日、PK.1世界ムエタイスーパーウェルター級王者。
2010年4月18日、WUW王者。
2011年5月29日、TTBスーパーウェルター級王者。